# Jacqueline Cochran
Jacqueline "Jackie" Cochran, född 11 maj 1906 i Muscogee i Florida, död 9 augusti 1980 i Indio i Kalifornien, var en framstående amerikansk pilot.  Som första kvinna bröt hon igenom ljudvallen 1953 i ett specialutrustat jetflygplan. Hon var första kvinna att starta och landa från ett hangarfartyg, första kvinna som flugit ett jetflygplan över Atlanten, första kvinnliga pilot som gjort en instrumentlandning och första pilot som flugit högre än 6000 meter med syrgasmask.
Under andra världskriget var Cochran chef för Women's Airforce Service Pilots, en grupp kvinnliga piloter som leveransflög militära flygplan från fabrikerna i USA. Efter ett gästspel i politiken blev hon testflygare för Northrop Corporation, USA:s ledande flygplansfabrik, och satte då åtta nya rekord med deras T-38 Talon, samt provade det snabba högpresterande överljudsplanet Lockheed F-104 Starfighter.
Hon tilldelades ett stort antal utmärkelser. Vid sin död hade hon fler höjdrekord, hastighetsrekord och längdrekord än någon annan pilot i flygets historia.

## Biografi
Jacqueline Cochran föddes som Bessie Lee Pittman i Muscogee i Florida. Hennes föräldrar var Mary och Ira Pittman och Bessie var yngst av fem barn. Familjen levde fattigt och flyttade från plats till plats för att fadern skulle finna arbete i någon bomullsfabrik. I de flesta biografier och biografiska notiser står att hennes födelsedatum var okänt, att hon var föräldralös och vuxit upp hos fosterföräldrar, där hon inte haft det bra. Uppgifterna kommer från Cochran själv. De vederlades år 2000-2002 av släktingar i e-postbrev till ALLSTARs webbsida  och senare i bokform.

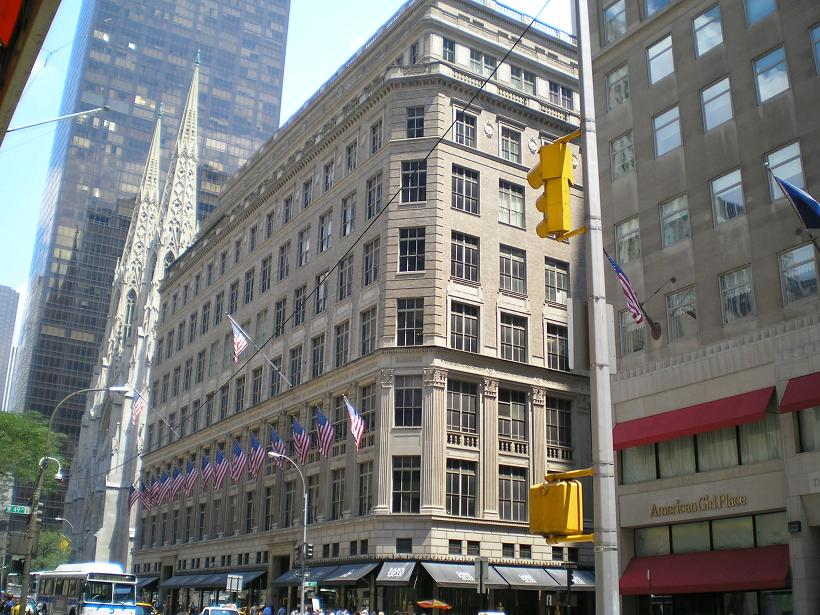
Saks Fifth Avenue i New York.

Femton år gammal lämnade Bessie hemmet i DeFuniak Springs i Florida, för att på egen hand skapa en framtid. Hon lade av sitt gamla jag, tog förnamnet Jacqueline (Jackie) och efternamnet Cochran, som hon enligt biografierna skulle ha tagit ur luften. Ett barnbarn till Cochrans syster Mamie ger upplysningen att hon varit gift med en man vid namn Jack Cochran. Hon arbetade som hårfrisörska och blev expert på hårpermanentning. 1929 flyttade hon till New York, och fick arbete i en skönhetssalong på det fashionabla varuhuset Saks Fifth Avenue. Där sålde hon kosmetika i kommission och gjorde goda förtjänster. 1935 bildade hon ett eget företag, "Jacqueline Cochran Cosmetic Company", med tillverkningen i Roselle, New Jersey, och kontor i New York.

## Flygutbildning

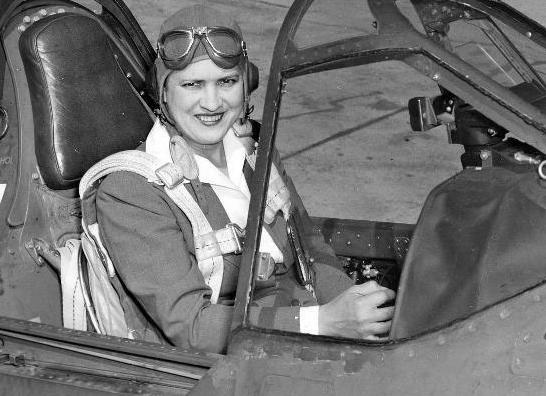
Cochran i sittbrunnen i en P-40

1932 träffade Cochran affärsmannen och multimiljonären Floyd Odlum, grundare av Atlas Corporation och verkställande direktör för filmbolaget RKO i Hollywood. Han föreslog att hon, för att vidareutveckla den affärskedja hon startat, skulle ta flyget till hjälp. Cochran tog till sig idén, anmälde sig på Roosevelt Flying School på Long Island i delstaten New York och tog efter hårdträning sitt flygcertifikat på rekordtiden tre veckor. Hon köpte sig ett Beechcraft Travelair-plan och fortsatte ta flyglektioner för Ted Marshall, pilot i USA:s flotta. 1934 tog hon trafikflygarcertifikat för kommersiell flygning. Samma år anmälde hon sig till MacRobertson-tävlingen, som gick från London till Melbourne i Australien. På grund av problem med flygplanet fick hon och andrepiloten Wesley Smith bryta tävlingen.
1936 gifte hon sig med Odlum, som alltsedan deras första bekantskap utgjort en ekonomisk garant för henne och rådgivare i affärerna.
Cochran skötte fortlöpande och med stor framgång sin affärskedja, som hon på Odlums förslag döpt till "Wings". 1951 rankades hon av Bostons kommerskollegium som en av de tjugofem bästa kvinnliga företagarna i USA. Åren 1953 och 1954 utsågs hon av Associated Press till Woman of the Year in Business. Från den stund hon först steg upp i ett flygplan var hon dock helt hängiven flygningen.

## Pilot

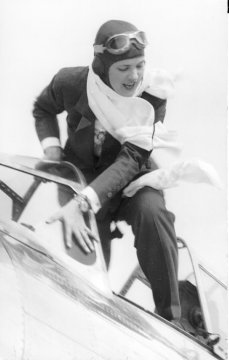
Cochran vid 1938 års Bendix Race.

Cochran ville nu vinna den åtråvärda Bendixtrofén. Den hade instiftats 1931 för att främja byggandet av snabbare och bättre flygplan och var bara avsedd för män. Cochran lyckades övertala ledningen för 1935 års Bendix-tävling att tillåta henne och Amelia Earhart att delta. Earhart slutade som femma men Cochran blev tvungen att bryta tävlingen på grund av ett tekniskt fel. Året därpå vann en annan kvinnlig pilot, Louise Thaden med andrepiloten Blanche Noyes; tvåa blev Laura Houghtaling Ingalls. Tävlingssträckan var det året New York - Los Angeles. 1938 gällde det att flyga Los Angeles - Cleveland. Då vann Cochran med medelhastigheten 401 km/h. Hon slog därmed sitt eget hastighetsrekord från året innan, när hon flugit sträckan New York - Miami på 4 timmar och 12 minuter, det vill säga med 328 km/h. För dessa prestationer fick hon Harmontrofén för 1938.
Cochran var god vän med den nio år äldre Amelia Earhart, som 2 juli 1937 försvann över Stilla havet. Frederick J. Hooven omnämner i sin rapport 1982  ett möte med Cochran och Earhart 1936: "I met Miss Earhart for lunch at Wright Field in the summer of 1936. She was accompanied by a younger woman flyer, quite unknown at the time, Jacqueline Cochran."
Med tiden blev denna okända Jacqueline Cochran mycket känd. Flyget befann sig i snabb utveckling och Cochran satte i snabb takt nya rekord.  Hon flög allt högre, allt snabbare och allt längre och uppmuntrades till allt djärvare företag av sin mycket gode vän, officeren i US Air Force och testpiloten Chuck Yeager.
Som förste pilot bröt Yeager 1947 ljudvallen. Cochran gick in för att bli den första kvinnliga piloten som gjorde detsamma. Den 18 maj 1953 startade hon från Rogers Dry Lake, Kalifornien, med en specialutrustat Canadair F-86 Sabre Jet utlånat av Royal Canadian Air Force. Hon nådde en medelhastighet av 1 050 km/h. Det var nytt rekord och det låg inte långt ifrån Mach 1. Ljudhastighten är vid havsnivå ungefär 1223 km/h medan den nio km upp i luften är 1082 km/h. Cochran tog upp sin Sabre Jet till 14 000 m och dök ner mot marken. Troligen passerade hon ljudvallen. Hon gjorde genast om försöket och denna gång hörde markpersonalen en kraftig bang.
Cochran var också första kvinna att landa och starta från ett hangarfartyg, första kvinna att nå Mach 2, första kvinna att flyga ett jetplan över Atlanten, första pilot som flugit högre än 6 000 m med syrgasmask och den kvinnliga första piloten som gjort en instrumentlandning.

## WAFS

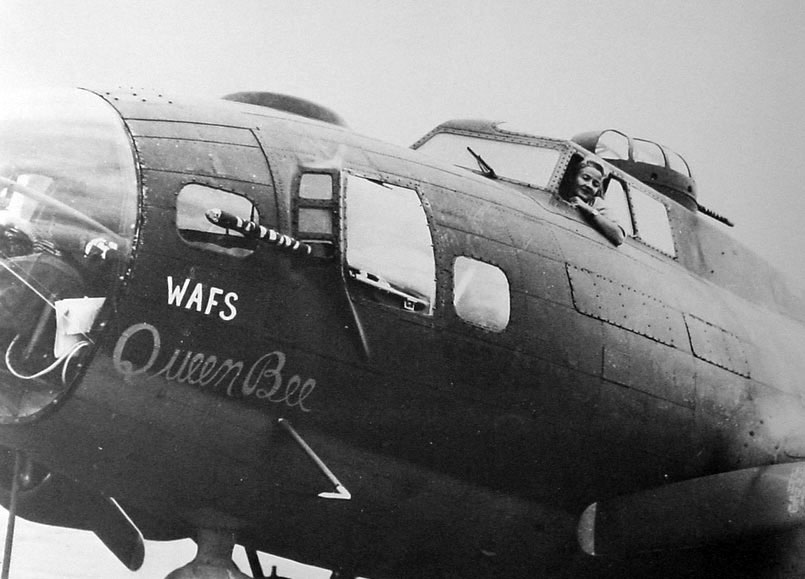
Nancy Love i en B-17.

I september 1939 utbröt andra världskriget i Europa. Cochran skrev till Eleanor Roosevelt och föreslog att kvinnliga piloter som en beredskapsåtgärd skulle utbildas för icke-stridande uppgifter. Roosevelt var positiv till idén medan flygvapenchefen general Henry Arnold fann det onödigt.
I England, som befann sig i krig, gjorde kvinnliga piloter ovärderliga insatser. Cochran for till London och studerade deras metoder, återvände till USA och samlade ihop en grupp på tjugofem handplockade kvinnliga piloter. De och hon själv ställdes till förfogande för British Air Transport Auxiliary, ATA. De fick uppgiften att flyga Lockheed Hudson bombplan till England. De gjorde också andra tjänster åt RAF. Cochran utnämndes till Wing Commander, motsvarande överstelöjtnant.
Med attacken mot Pearl Harbor drogs USA med i kriget. Det stod snart klart att antalet manliga piloter var otillräckligt för behoven. Kvinnliga piloter började på civilt initiativ flyga stridsflygplan från fabrikerna till baserna och bildade så småningom en grupp kallad Women's Auxiliary Ferrying Squadron eller WAFS. Den leddes av Nancy Love och blev officiellt erkänd från 10 september 1942.

## WASP

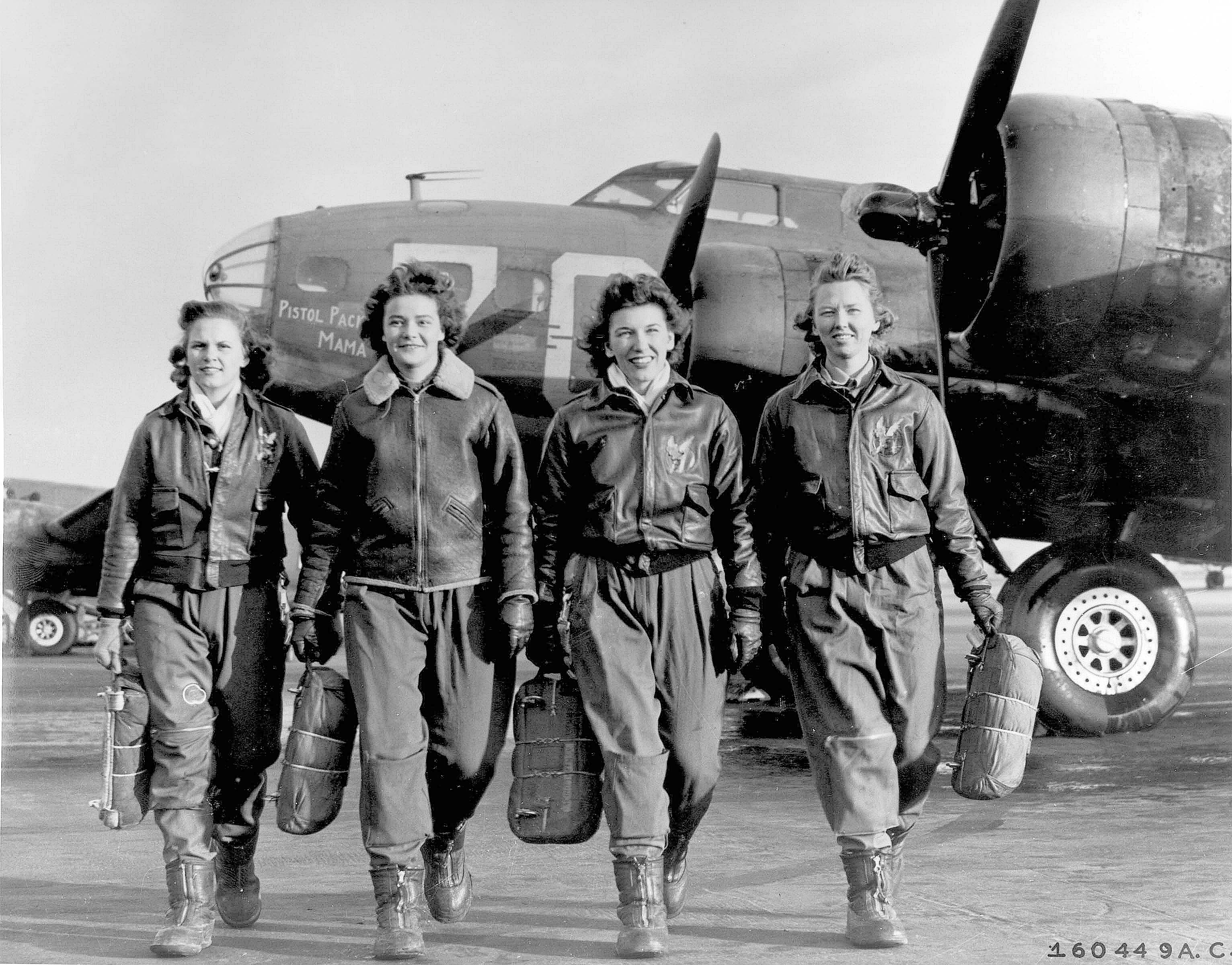
Fyra WASP piloter och en Boeing B-17.

Vid denna tidpunkt hade general Arnold ändrat mening. Cochran kallades hem och utnämndes 11 september 1942 till chef för en större organisation i vilken Loves grupp ingick. Den fick namnet Women's Airforce Service Pilots, förkortat till WASP. Mellan 1943 och 1944 utbildades 1074 kvinnor av WASP. De flög nära 100 miljoner km, transporterade fler än 12 000 flygplan av 78 olika typer till deras destinationer, drog målkorvar för luftvärnets övningar och utförde andra icke-stridande uppgifter inom US Army Air Force. Trettioåtta av dem omkom. Eftersom WASP inte var en militär organisation fick familjerna bekosta hemforslandet av de döda. Arnold upplöste organisationen 20 december 1944. Cochran fick medaljerna Distinguished Service Medal och Distinguished Flying Cross för sina insatser.
Mot slutet av kriget skrev Cochran artiklar för en tidskrift. I sin roll som reporter var hon på plats på Filippinerna när chefen för de japanska styrkorna överlämnade sig, besökte som första icke-japanska kvinna Japan efter kapitulationen, och rapporterade från rättegångarna i Nürnberg. 1948 överfördes hon till US Air Force Reserve och fick graden överstelöjtnant.

## Politiken
Efter kriget var general Dwight Eisenhower mycket populär i USA. Det demokratiska partiet försökte förmå honom att ställa upp som dess presidentkandidat 1948. Han avböjde, men 1952 accepterade han att bli republikanernas kandidat. Cochran var en ivrig tillskyndare. Bland annat sponsrade hon och maken ett stort rally i Madison Square Garden i New York som anordnats för att stödja Eisenhowers kandidatur. Tjugofemtusen anhängare mötte upp mot förväntade sextontusen.
Cochran lät också göra en film, Serenade to Ike ("Ike" var Eisenhowers smeknamn) och flög med den till NATO-högkvarteret i Paris, där Eisenhower tjänstgjorde som allierad överbefälhavare, för att visa den för honom. Efter visningen vände hon sig mot Eisenhower, lyfte sitt glas och skålade To the President of the United States. I sin dagbok skrev Eisenhover "I've never been so upset in years." När Eisenhower väl accepterat kandidaturen understödde Cochran och Odlum valkampanjen ekonomiskt. Det var president Eisenhower som 1954 vid en ceremoni på Vita Huset överlämnade 1953 års Harmon Trophy till Cochran.
Sedan femtiotalet var Cochran bosatt i Kalifornien och 1956 ställde hon upp i valet för att bli en av delstatens ledamöter i USA:s representanthus. Hon vann den republikanska nomineringen över fem manliga medtävlande. Men trots en intensiv kampanj förlorade hon valet mot den demokratiske kandidaten Dalip Singh Saund.
Cochran lämnade politiken och blev testflygare för Northrop Corporation, den ledande flygplansfabriken i USA, och satte åtta nya rekord med deras T-38. Hon prövade också den svårbemästrade F-104 Starfighter, ett snabbt och högpresterande överljudsplan som kostat många piloter livet. Den 1 maj 1961 nådde hon i detta plan den hittills högsta hastighet som en kvinnlig pilot uppnått.

## Bortgång
Jacqueline Cochran avled 9 augusti 1980 i sitt hem, Cochran-Odlums ranchen i Indio, Kalifornien. Vid sin död innehade hon fler höjdrekord, hastighetsrekord och längdrekord än någon annan manlig eller kvinnlig pilot i flygets historia.

## Bildgalleri

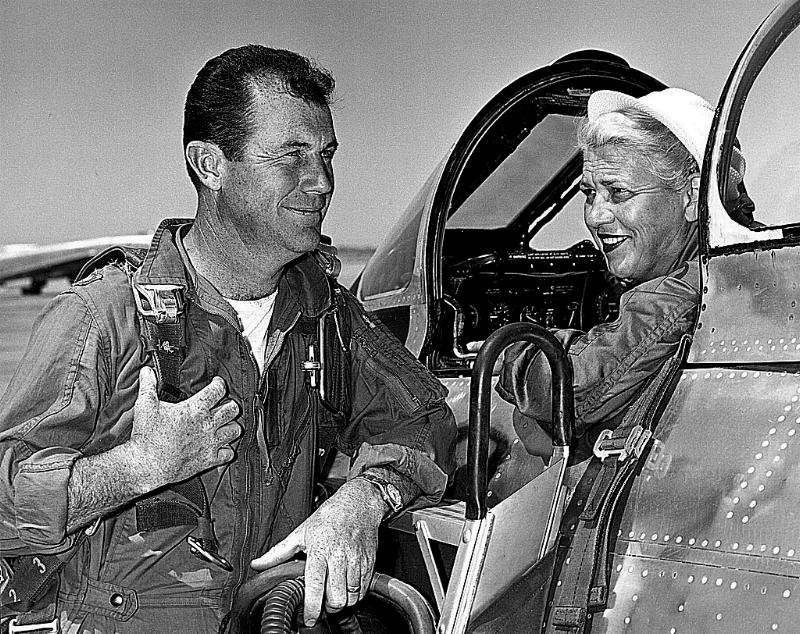
Cochran i sittbrunnen i en F-86 Sabre Jet och Chuck Yeager.
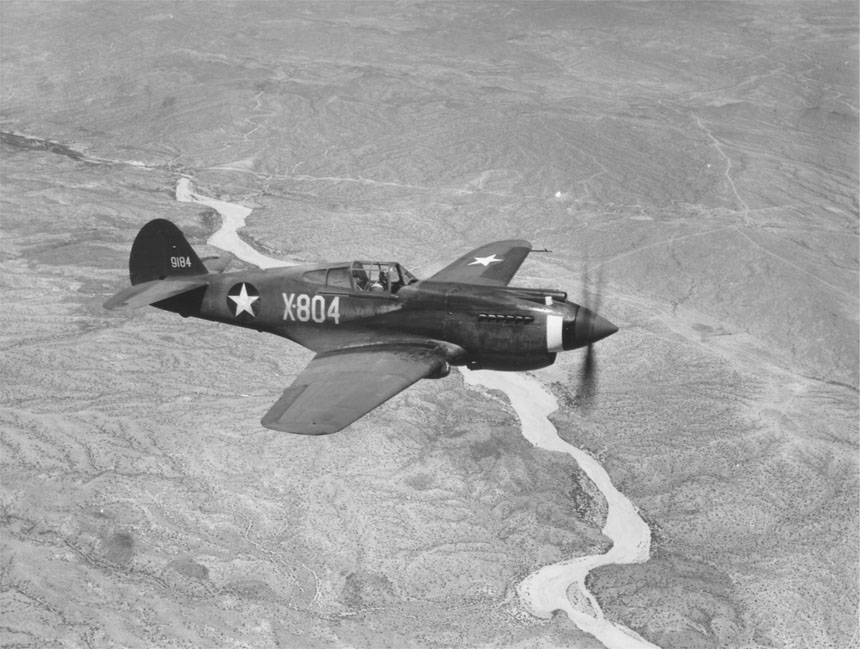
Curtiss P-40.
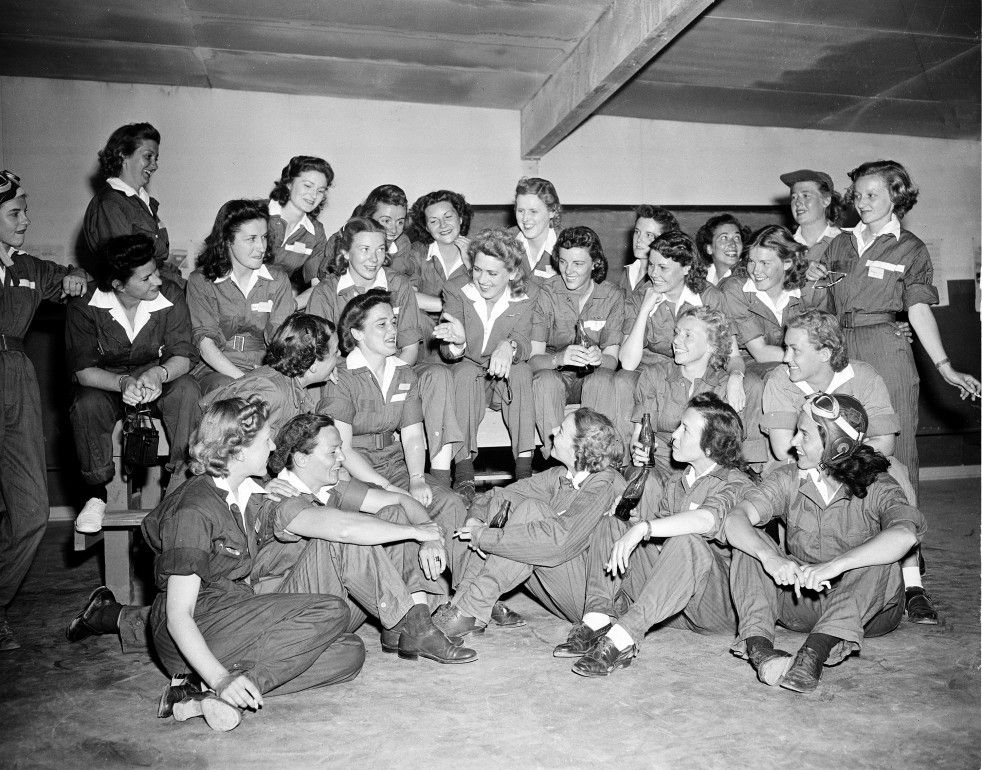
Jackie bland WASP-elever.
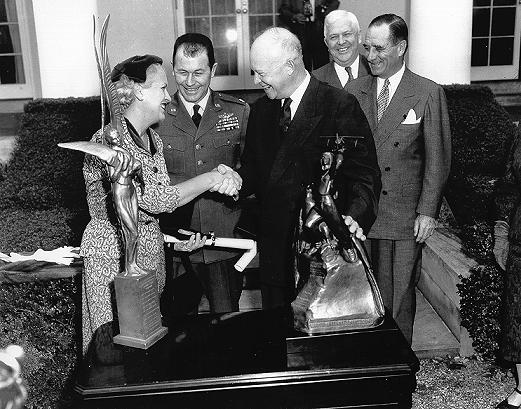
Cochran och Yeager belönas av Eisenhower.

## Utmärkelser
- Harmon Trophy 1938,1939,1940-49, 1953,1961
- Legion of Merit
- US Distinguished Service Medal
- US Distinguished Flying Cross
- La Légion d'Honneur,  1949
- Médaille de l'Aéronautique 1951
- The FAI Gold Medal 1953
- Introduktion i National Aviation Hall of Frame 1971
- Introduktion i Motorsports Hall of Fame 1993
- Frimärke utgivet av United States Post Office 1996
- Introduktion i  Aerospace Walk of Honor i Lancaster, Kalifornien 2006
- Jacqueline Cochran Regional Airport är uppkallad efter henne.
- Nedslagskratern Cochran på Venus[17]

## Böcker i urval
- Adams, Jean and Kimball, Margaret: "Heroines of the Sky". Garden City, N.Y.: Doubleday, Doran and Company,  1942.
- Ayers, Billy Jean Pittman and Dees, Beth. Superwoman Jacqueline Cochran: "Family Memories about the Famous Pilot, Patriot, Wife and *Businesswoman". Self-published: Authorhouse, 2001.
- Cochran, Jacqueline."The Stars at Noon". Boston: Little, Brown and Company, 1954, återutgiven 1979.
- Cochran, Jacqueline and Brinley, Maryann Bucknum: "Jackie Cochran: An Autobiography". New York: Bantam Books, 1987.
- Douglas, Deborah G: "United States Women in Aviation 1940-1985". Washington, D.C.: Smithsonian Institution Press, 1991.
- Granger, Byrd H.: "On Final Approach: the Women Airforce Service Pilots of WWII". Scottsdale, Ariz.: Falconer Publishing Company, 1991.
- Johnson, Ann R. : "The WASPs of World War II". Aerospace Historian 17: 7682, Summer-Fall, 1970.
- Keil, Sally Van Wagenen: "Those Wonderful Women in their Flying Machines: the Unknown Heroines of World War II", New York: Rawson and *Wade, 1979.
- Lomax, Judy: "Women of the Air". London: John Murray, 1986.
- McGuire, Nina and Sammons, Sandra Wallus."Jacqueline Cochran: America's Fearless Aviator". Tailored Tours Publishing, 1997.
- Oakes, Claudia M. : "United States Women in Aviation, 1930-1939. Washington, D.C.": Smithsonian Institution Press, 1985.
- Scharr, Adela R. : "Sisters in the Sky", 2 Vols. Gerald, Mo.: Patrice Press, 1986.
- Steadman, Bernice Trimble, Clark, Josephine M., and Clark, Jody M. Tethered Mercury: "A Pilot's Memoir: The Right Stuff, But the Wrong Sex". *Traverse City, Mich.: Aviation Press, 2001.
- Weitekamp, Margaret Ann. "The Right Stuff, the Wrong Sex: the Science, Culture, and Politics of the Lovelace Woman in Space Program, 1959-1963". Ph.D. Dissertation, Cornell University, 2001.
- Williams, Versa S. :"WASPs: Women Air Force Service Pilots of World War II". St. Paul, Minnesota: Motorbooks International, 1994.

## Video
- Old Friends: Six Who Flew. (Palm Springs, CA): Big Picture, Historical Film and Video, 1993. 30 min.
- Intervju med Cochran ingår.